# Нго Динь Зьем
Нго Динь Зьем (вьет. Ngô Đình Diệm, тьыном 吳廷琰, 3 января 1901, Куангбинь — 2 ноября 1963, Сайгон) — вьетнамский государственный и политический деятель, первый президент Республики Вьетнам (1955—1963, Южный Вьетнам).

## Ранние годы
Родился 3 января 1901 года в деревне Фукам недалеко от города Хюэ. Его семья, переехавшая ближе к столице, происходила из провинции Куангбинь.

## До прихода к власти
Из аристократической семьи, принявшей католичество. Его отец был министром обрядов и советником при императоре Тхань-тхай Фе-де.
Окончил французскую Школу права и администрации в Ханое.
С 1930 губернатор провинции Биньтхуан. В мае 1933 назначен министром по делам гражданских чиновников при императоре Бао Дае. В июле того же года подал в отставку в знак протеста против политики французской колониальной администрации, не желавшей расширить самостоятельность вьетнамской монархии.

## Период правления
23 октября 1955 года в Южном Вьетнаме прошёл референдум, на котором более 98 % избирателей проголосовали за Нго Динь Зьема. 26 октября Зьем провозгласил создание Республики Вьетнам, а себя — её первым президентом. Это был первый шаг к требованию независимости Вьетнама от Франции. По Конституции Президент получал практически полную власть над Южным Вьетнамом.
Единоличный режим правления столкнулся с определёнными трудностями, особенно сильно напряжение было в сельских районах. В 1961 году в Сайгон прибыл вице-президент США Линдон Джонсон и назвал Зьема азиатским Уинстоном Черчиллем.

### Социально-экономическая политика
Во время президентства Зьема общество подверглось реформам, соответствующим ценностям католицизма и конфуцианства. Были закрыты бордели, опиумные лавки, аборт и развод президент объявил вне закона и усилил законодательно наказания за супружескую измену. При Нго Динь Зьеме были организованы школы и следующие университеты:
- Сайгонский университет[2](в 1956 году)
- Национальный технический центр в Фу Тхо (1957 год)
- Университет Хюэ (1957 год)
- Университет Далат (1957 год).

Большое внимание уделялось развитию сельских районов, что требовалось правительству для создания демократической основы. В Южном Вьетнаме земли были сосредоточены в руках богатых землевладельцев и Президент решил провести земельную реформу. За несколько лет до этого благодаря реформе произошло экономическое чудо на Тайване, чему содействовал американский экономист, происходивший из семьи украинских евреев, Вольф Ладежинский. В 1955 году он стал советником по аграрной реформе Нго Динь Зьема. Однако повторить успех Японии и Тайваня им не удалось, поскольку землевладельцы уклонялись от реформы и поддерживали французское правительство. Меры по передаче земли крестьянам не возымели ожидаемого эффекта, и не все арендаторы выиграли от земельной реформы.

### Покушения
Коммунистическое подполье Южного Вьетнама считало, что в случае убийства Нго Динь Зьема противостояние будет развиваться более благоприятно для них. 22 февраля 1957 года, во время визита Нго Динь Зьема на ярмарку в Буонметхуоте один из южновьетнамских коммунистов по имени Ха Минь Чи предпринял попытку убить президента. Он подошёл к Зьему и выстрелил из пистолета с близкого расстояния, но промахнулся, попав в одного из членов правительства.
В 1962 году двое офицеров ВВС Республики Вьетнам, считавших, что Нго Динь Зьем слишком много внимания уделяет сохранению своей личной власти, из-за чего страдает борьба с коммунистами, совершили неудачный авианалёт и бомбардировку президентского дворца.

### Свержение и убийство
Нго Динь Зьем и его младший брат Нго Динь Ню были убиты в результате военного переворота, организованного генералом  Зыонг Ван Минем. Все лояльные Зьему высшие военные были изолированы или убиты за сутки до его гибели. 2 ноября 1963 г. по возвращении с вечерней церковной службы 62-летний президент был захвачен путчистами и убит выстрелом в затылок.
После рассекречивания американской стороной в 1975 году ряда ранее закрытых материалов стало известно, что сотрудники ЦРУ были в достаточной степени информированы, чтобы предотвратить заговор и убийство Зьема, но посчитали это нецелесообразным. Был ли организатор переворота агентом американских спецслужб, достоверно установлено не было.

## Награды
- Орден Святых Михаила и Георгия (Великобритания, 1957)[6]
- Орден Чула Чом Клао (Таиланд, 1959)[7]